# Schiedamse VV
Sportvereniging Schiedamse Voetbal Verenigingen, zkráceně SV SVV, Schiedamse VV či SVV, je nizozemský fotbalový klub z města Schiedam v aglomeraci Rotterdamu. Klub byl založen v roce 1904. V roce 1991 se profesionální tým sloučil s Dordrecht'90, tím vznikl FC Dordrecht.

## Historie
Klub vznikl roku 1904 jako Excelsior, pak se přejmenoval na Voorwaarts a potom na SVV.
V roce 1949 se stal mistrem.
V roce 1990 tým postoupil do 1. ligy, ale neměl odpovídající stadion, tak využíval stadion De Kuip v Rotterdamu. V roce 1991 se v baráži zachránil v 1. lize, ale profesionální tým se poté sloučil s Dordrecht'90 pod názvem SVV/Dordrecht'90 a začal hrát v Dordrechtu. Název klubu byl změněn na Dordrecht'90 v roce 1992 a na FC Dordrecht v roce 2002. SVV dál působí jako amatérský klub.

## Úspěchy
- Mistr Nizozemska: 1949